# Сејри (Пенсилванија)
Сејри (енгл. Sayre) град је у америчкој савезној држави Пенсилванија.

## Демографија
По попису из 2010. године број становника је 5.587, што је 226 (-3,9%) становника мање него 2000. године.
| Група             | 2000.         | 2010.         |
| Белци             | 5.604 (96,4%) | 5.314 (95,1%) |
| Афроамериканци    | 36 (0,6%)     | 46 (0,8%)     |
| Азијати           | 73 (1,3%)     | 97 (1,7%)     |
| Хиспаноамериканци | 41 (0,7%)     | 62 (1,1%)     |
| Укупно            | 5.813         | 5.587         |